# 外人 (日本)
「外人」是日本用語，通常认为是「外国人」的俗语、略語。但無論語源還是現代用法中都與「外国人」不同。相較于「外国人」，該詞常含有否定意味，且多指特定人種，也被一些西方人認為是蔑称。
最早，日本人稱西方人為「南蛮人」。這是因為1542年最早的葡萄牙人來到日本時，乘坐的船是自南方來到日本。后來因為日本人看到荷蘭人与英国人毛髮多為紅色，故又有紅毛人的稱呼，之后與「南蛮人」并為日本人對西方人的稱號。1854年日本開國到20世紀初，常用「異人」作為「異国人」及「異邦人」的略語來稱呼西洋人。到明治時代，將大日本帝国以外出身的日本居住者稱做「外国人」，與大日本帝國領土内日本居民稱為「内国人」的情形相對。「内国人」在第二次世界大戰以后不再使用，但「外国人」仍是日本政府對非日本人的正式用語。

## 语源与历史
外人这一词汇，最早记录在13世纪的平家物语。
外人もなき所に兵具をとゝのへ
这里所说的外人，是指无关人员和潜在的敌人。根据另外的早期参考文献，二条良基的连理秘抄，外人被用来指代“不是友人，也不认识的日本人”。能剧鞍马天狗里，也有仆人反对旅僧的画面。
源平両家の童形たちのおのおのござ候ふに、かやうの外人は然るべからず候
这里所说的外人，指代的是无关人员和不认识的人。
在江户时代，外人的意思变成了藩领外的人。多数的藩内有为官员和大名行列准备的本阵，仙台藩则将这种设施称为"外人屋"。
“外国人”的词汇，由“外国”和“人”构成。词汇的使用最早出现于1235年，但是直到1838年再次在典籍中出现这一词汇，在此期间这个词汇的使用频率是较低的。明治政府普及了“外国人”这一词汇，用以取代“异邦人”“异国人”“异人”。大日本帝国扩张到了朝鲜和台湾的时代，内国人的称呼也用来指代本土以外的帝国领的居民。第二次世界大战过后，其他的用语不再使用，“外国人”成为了用来表示非日本人的官方语。也有人认为现代语中的“外人”是“外国人”的缩略语。